# ماشک تهرانچی
ماشک ماریتا ، روستایی از توابع بخش مرکزی شهرستان آستانه اشرفیه در استان گیلان ایران است. حرم و بقعه امامزاده آقاسید احمد یمنی شریف در این روستا واقع می باشد و از سنتها و مراسم معروف آن میتوان به مراسم علم واچینی که همه ساله در روز 30ام صفرماه برگزار می شود نام برد که در گذشته معمولا با برگزاری مراسم تعزیه همراه بود. 

## جمعیت
این روستا در دهستان گورکا قرار دارد و براساس سرشماری مرکز آمار ایران در سال ۱۳۸۵، جمعیت آن ۱٬۰۱۸ نفر (۲۹۶خانوار) بوده‌است.

## اقتصاد ماشک
شغل اصلی مردم روستا مانند روستاهای مجاور، کشاورزی و دامداری می‌باشد که عمده محصول این روستا برنج است. در این روستا چهار کارخانه شالیکوبی موجود می‌باشد.

## تاریخچه
اطلاعات زیادی دراین باره در دست نیست. اما در برخی از منابع گفته شده که یکی از نوادگان نوح به نام ماشک برای اولین بار در این مکان سکنی گزیده‌است.